# 古尔达斯普尔县
古尔达斯普尔县（Gurdaspur district），是印度旁遮普邦的一个县。总面积2,610平方公里。2001年总人口2,104,011。2011年人口2,298,323。行政中心位于古尔达斯普尔。

## 行政区划
古尔达斯普尔县分为5个乡。
2011年7月27日，本縣部分地區被劃歸新成立的帕坦科特縣。